# Phaeotrichum hystricinum
Phaeotrichum hystricinum är en svampart som beskrevs av Cain & M.E. Barr 1956. Phaeotrichum hystricinum ingår i släktet Phaeotrichum och familjen Phaeotrichaceae.   Inga underarter finns listade i Catalogue of Life.